# Kałasznoje
Kałasznoje (ros. Калашное) – wieś (sieło) w Rosji, w obwodzie kurgańskim, w rejonie lebiażjewskim. W 2010 liczyła 244 mieszkańców.